# 도요히라코엔역
도요히라코엔역(일본어: 豊平公園駅)은 일본 홋카이도 삿포로시 도요히라구에 위치한 삿포로 시영 지하철의 역이다.

## 역 구조
도요미소노 대로 직하부의 북서쪽에서 남동쪽으로 달리는 노선을 따라 승강장이 있다. 1면 2선의 섬식 승강장이다. 출구는 총 3곳이고 키타에루와 연결되는 통로가 있다. 지상 엘리베이터는 1번 출입구에 설치되어 있다. 3번 출입구는 22시, 키타에루 연결 통로는 23시 30분에 폐쇄된다.

### 타는 곳
| 1 | 도호 선 | 미소노・후쿠즈미 방면           |
| 2 | 도호 선 | 오도리・삿포로・사카에마치 방면 |

## 이용 현황
삿포로 시 교통국의 조사에 따르면 2015년도 1일 평균 승차 인원은 5,291명이다.
승차 인원은 개업 당초에는 도호 선에서 최소를 기록하였지만, 최근은 홋카이 도립 종합 체육 센터의 개관에 따라 증가세에 있다. 이 센터 개관 시에는 새로 직결 출입구가 증설되었다.
최근 1일 평균 승차 인원의 추이는 다음과 같다.
| 연도 | 1일 평균 승차 인원 |
| ---- | ------------------ |
| 2003 | 4,067              |
| 2004 | 3,977              |
| 2005 | 4,118              |
| 2006 | 4,388              |
| 2007 | 4,376              |
| 2008 | 4,349              |
| 2009 | 4,351              |
| 2010 | 4,462              |
| 2011 | 4,564              |
| 2012 | 4,810              |
| 2013 | 4,914              |
| 2014 | 5,148              |
| 2015 | 5,291              |

## 역 주변
역의 북동쪽이 도요히라 공원이다. 공원 내에는 홋카이도 국립 종합 체육 센터인 "키타에루"가 있고 여러 경기회가 열린다. 동쪽으로는 도요히라 경찰서가 있다. 남쪽에 하치조 중학교가 있고 서쪽으로는 근로 청소년 홈이 있다. 기타 주변은 주택지로 상가는 없다. 과거에는 역 근처에 유키지루시 유업의 본사가 있었다.
- 국도 제36호선
  - 홋카이도 중앙버스 "도요히라3조 12초메" 정류장
- 도요히라 경찰서
- 삿포로 시 수도국 도요하라 청사
- 도요히라 공원 온수 수영장
- 삿포로 시립 하치조 중학교
- 삿포로 시립 미도리 초등학교

## 역사
- 1994년 10월 14일: 호스이스스키노 ~ 후쿠즈미 역간 개통에 따라 영업 개시.
- 2000년 2월: 홋카이 도립 종합 체육 센터 "키타에루"로 직결되는 연결 통로 완성.
- 2016년 10월 20일: 스크린도어 사용 개시.

## 사진

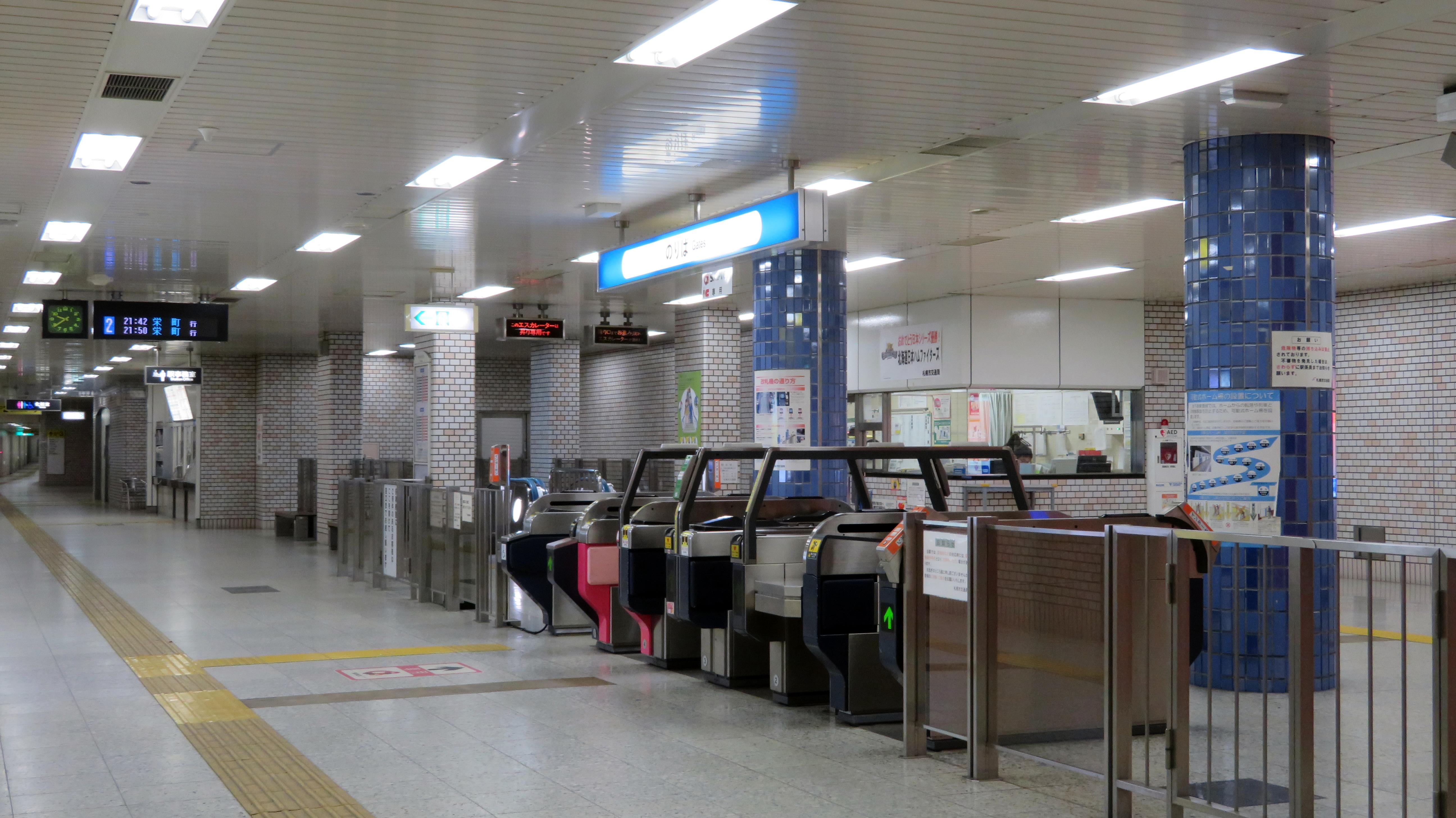
개찰구

## 인접역
| 삿포로 시 교통국 지하철 도호 선 | 삿포로 시 교통국 지하철 도호 선 | 삿포로 시 교통국 지하철 도호 선 |
| ------------------------------- | ------------------------------- | ------------------------------- |
| H10 가쿠엔마에 사카에마치 방면  | ● 도호 선                       | H12 미소노 후쿠즈미 방면        |